# المكتبة الوطنية العامة (الكويت)
المكتبة الوطنية العامة  ، انشئت بمرسوم أميري في عام 1994 في عهد الشيخ جابر الأحمد الصباح انطلاقا من توجه الدولة للمحافظة على ذاكرة الامة من خلال جمع وتنظيم وتوثيق التراث الوطني والإنتاج الفكري والثقافي الكويتي المدون بجميع اشكاله وجميع الأعمال الأدبية والوثائق المتعلقة بالكويت وشبه الجزيرة العربية والحضارة العربية والإسلامية.